# Aïn Soltane (Aïn Defla)
Pour les articles homonymes, voir Aïn Soltane.
Aïn Soltane est une commune de la wilaya d'Aïn Defla.

## Géographie
Ain soltane est aujourd'hui une ville et une commune de la wilaya d'Ain Defla, à l'ouest de Miliana et de Khemis Miliana.
| Khemis Miliana                      | Meliana , Aïn Torki | Djendel , Hoceinia |
| Djelida                             | Ain Soltane         | Djendel            |
| Bordj Emir Khaled , Bir OuldKhelifa | Oued Djemaa         | Aïn Lechiekh       |

## Histoire
Créé en 1854  et érigé en commune en 1870 dans le département d'Alger arrondissement de Miliana, rattaché au nouveau département d' Orleansville en 1958
Le 30 avril 1852, il reçoit "Les Transportés" du coup d'Etat français qui sont regroupés sous surveillance dans le camp de colonie.